# 努尔清真寺 (沙迦)
阿尔诺尔清真寺（Al Noor Mosque）是沙迦酋长国的一座清真寺。它位于Buhaira Corniche的 Khaled 泻湖。 它属于奥斯曼建筑风格，受土耳其苏丹艾哈迈德清真寺的影响。 它是沙迦的600多座清真寺中，向公众开放的三个清真寺之一。
2014年，该清真寺为斋月捐款活动而设的“世界上最大的木制慈善框”被列入吉尼斯世界纪录。